# Uszkodzenie ośrodkowego neuronu ruchowego
Uszkodzenie ośrodkowego (górnego) neuronu ruchowego – uszkodzenie ośrodków ruchowych zlokalizowanych w płatach czołowych ośrodkowego układu nerwowego. Nie jest to uszkodzenie pojedynczego neuronu, a ich grupy mającej tę samą czynność, co wyraża się występowaniem wspólnych objawów, niezależnych od poziomu uszkodzenia. Tożsamymi nazwami określającymi uszkodzenie ośrodkowego neuronu ruchowego są: uszkodzenie układu piramidowego, uszkodzenie ośrodkowych dróg ruchowych, uszkodzenie górnego neuronu ruchowego.

## Objawy i przebieg
Jego wspólnymi objawami są:
- osłabienie siły mięśniowej, niedowład lub porażenie
- występowanie odruchów patologicznych (objaw Babińskiego, objaw Rossolimo)
- wzmożenie napięcia mięśni typu spastycznego (piramidowego)
- brak lub osłabienie odruchów skórnych (brzusznych, podeszwowego)
- wygórowanie odruchów głębokich, klonusy
- obecność wygórowanych odruchów rozciągnowych typu odruch rzepkowy.

Objawy porażenia, w których występują powyższe cechy, noszą nazwę niedowładu spastycznego i są związane z uszkodzeniem górnego neuronu ruchowego.

Dla porównania wybiórcze uszkodzenie komórek neuronów rogów przednich rdzenia powoduje zespół kliniczny objawiający się:
- niedowładem jądrowym (wiotkim, tzw. obwodowym)
- zanikami mięśniowymi
- fascykulacjami
- osłabieniem lub brakiem odruchów mięśniowych
- zachowanym czuciem powierzchniowym i głębokim
- brakiem zaburzeń troficznych

## Postacie
W zależności od lokalizacji uszkodzenia dróg piramidowych uszkodzenie ośrodkowego neuronu ruchowego może przyjmować następujące postacie:
- uszkodzenie kory mózgu – niedowład lub porażenie ograniczone do niewielkiej struktury np. dłoni, stopy lub jednej kończyny (tzw. monoplegia) po przeciwległej stronie od ogniska chorobowego, której zwykle towarzyszą objawy podrażnienia kory mózgu, takie jak drgawki lub afazja,
- uszkodzenie w obrębie torebki wewnętrznej – porażenie lub niedowład połowiczy po stronie przeciwnej od ogniska chorobowego, z często występującą niedoczulicą połowiczą,
- uszkodzenie pnia mózgu – porażenie połowicze po stronie przeciwnej od miejsca uszkodzenia (czyli porażenie połowicze lewostronne świadczy o prawostronnym uszkodzeniu pnia), zwykle towarzyszy im porażenie nerwów czaszkowych po stronie ogniska chorobowego, co daje objaw tzw. porażenia połowiczego naprzemiennego,
- uszkodzenia w obrębie rdzenia kręgowego w przypadku którego do objawów porażenia spastycznego dołączają zaburzenia pozapiramidowych dróg nerwowych, takich jak drogi przewodzące czucie, a samo porażenie jest zwykle obustronne powodując objawy tetraplegii lub paraplegii.

Początkowo po uszkodzeniu górnego neuronu ruchowego pojawia się niedowład wiotki z osłabieniem lub zniesieniem odruchów ścięgnistych, co określa się jako zespół szoku rdzeniowego; przyczyny tego zjawiska są niejasne.

## Odruchy piramidowe
Z odruchów patologicznych największe znaczenie mają objaw Babińskiego i objaw Rossolimo. Opisano szereg innych objawów (odruchów) o mniejszym znaczeniu rozpoznawczym:
- objaw Oppenheima
- objaw Gordona
- objaw Chaddocka
- objaw Mendla-Bechterewa
- odruch Trömnera
- objaw Gondy-Allena
- objaw Allena-Cleckleya
- objaw Binga
- objaw Throckmortona
- objaw Thomasa
- objaw Moniza
- objaw Cornella
- objaw Stransky’ego
- objaw Strümplla
- objaw Yoshimury
- objaw Monakowa
- odruch Weingrowa
- objaw Jacobsohna
- objaw Schäffera
- objaw Żukowskiego